# Oziabły
Oziabły – wieś w Polsce położona w województwie podlaskim, w powiecie białostockim, w gminie Michałowo.
Według Pierwszego Powszechnego Spisu Ludności w 1921 r. wieś Oziabły liczyła 18 domów i zamieszkiwana była przez 85 osób (42 kobiety i 43 mężczyzn). Większość jej mieszkańców w liczbie 60 osób zadeklarowała wyznanie prawosławne, pozostali zgłosili wyznanie rzymskokatolickie. Pod względem narodowościowym większość stanowili Białorusini, narodowość białoruską zgłosiło bowiem 58 mieszkańców, reszta podała narodowość polską.
W latach 1975–1998 miejscowość administracyjnie należała do województwa białostockiego.
Wierni Kościoła rzymskokatolickiego należą do parafii Opatrzności Bożej w Michałowie. Natomiast prawosławni mieszkańcy wsi należą do parafii Narodzenia św. Jana Chrzciciela w Nowej Woli.